# Kalter-Bach (Röstegraben)
Der Kalte-Bach, mitunter auch Kalter-Graben ist ein etwa 2 km langer, linker Zufluss des Röstegrabens nahe Großwechsungen in der thüringischen Gemeinde Werther.

## Verlauf
Der Kalte-Bach entspringt der Kalten-Quelle nordwestlich von Großwechsungen. Er unterquert am Nordrand des Ortes die Hauptstraße (K4). Dann tangiert er den Sportplatz an der Aue, die Heimspielstätte der LSG Blau-Weiß Großwechsungen. Danach fließt er parallel der L2070 in Richtung Osten. Nun mündet der Graben vom Sportplatz ein und wenige Meter später knickt der Kalte-Bach nach Südosten ab und verläuft jetzt parallel der B243. Bevor die B243 den Röstegraben überführt, mündet der Kalte-Bach ein.